# 桃生町
桃生町（ものうちょう）は、宮城県北東部にあった桃生郡に属する町である。2005年4月1日に合併し、新制の石巻市となった。

## 地理
北上川と旧北上川に囲まれた肥沃な沖積地と北上山地の分脈からなっており、町の面積の40%以上を水田が占める。
- 山：茶臼山、愛宕山、神取山、富士高森山[1]
- 河川：北上川、旧北上川

## 歴史
- 1889年（明治22年）4月1日 市町村制施行
  - 中津山村と寺崎村が合併し、中津山村が発足。
  - 脇谷村、倉埣村、牛田村、永井村、樫崎村、太田村が合併し、桃生村が発足。
- 1955年（昭和30年）3月21日 中津山村と桃生村が合併・町制施行し、桃生町となる。
- 1957年（昭和32年）4月1日 一部を河南町に編入する。
- 2005年（平成17年）4月1日 雄勝町・河北町・河南町・北上町・牡鹿町と共に石巻市と合併し、新制の石巻市となる。

### 町名の由来
- アイヌ語で流域の丘を意味するモムヌプカに桃生（桃生　もむのふ　和名類聚抄）の字をあてたもの[2]。

## 行政
- 最後の町長 ： 平塚義兼
- 初代町長 ： 高橋繁（元中津山村長）

## 経済

### 産業
- 産業別生産額（2000年）
  - 第一次産業：1,579百万円（9.3%）
  - 第二次産業：8,024百万円（47.6%）
  - 第三次産業：7,704百万円（45.7%）

## 地域
- 2004年10月30日当時の世帯数は2,235世帯であった。

### 教育
- 桃生町立桃生中学校
- 桃生町立桃生小学校
- 桃生町立中津山第一小学校
- 桃生町立中津山第二小学校

## 交通

### 鉄道
町内を鉄道路線は通っていない。鉄道を利用する場合の最寄り駅は場所にもよるが以下の通りである。なお、いずれもJR気仙沼線に所属する駅である。
- 登米郡豊里町（現在の登米市）
  - 陸前豊里駅
- 本吉郡津山町（現在の登米市）
  - 柳津駅
- 桃生郡河南町（現在の石巻市）
  - 和渕駅

### 道路
- 一般国道
  - 国道45号
- 県道
  - 宮城県道21号河南米山線
  - 宮城県道30号河北桃生線
  - 宮城県道61号涌谷津山線
  - 宮城県道196号神取河北線

## 名所・旧跡・観光スポット・祭事・催事・姉妹交流国
- 桃生城[3]
- 日高見神社 - 北上川（日高見川）の河神を祭ったとされる式内社[4]。
- 太田金山
- 植立山公園
- 香積寺
- 樫崎・山田の渡し船
- 神取山

### 祭り・イベント
- 寺崎八幡神社例大祭

桃生ふれあい祭り

### 伝統芸能
- 寺崎はねこ踊り
- 法印神楽（寺崎法印神楽・樫崎法印神楽）

### 観光キャラクター
- 桃次郎くん、桃江ちゃん - 合併後も同町で作られているお土産品「桃次郎のきびだんご」のパッケージキャラクターとして使われている[5]。

### 姉妹交流国
- チュニジア

チュニジアの留学生をもてなしたことから交流が始まった。例として｢チュニジア通り｣｢ジャスミン通り｣などの名所もある。

## 名産・特産
- 桃生茶
- きびだんご
- 桃生牛
- スリムねぎ[7]